# Cori (cràter)
Cori és un cràter d'impacte en el planeta Venus de 56,1 km de diàmetre. Porta el nom de Gerty Cori (1896-1957), bioquímica txeca-estatunidenca i premi Nobel, i el seu nom va ser aprovat per la Unió Astronòmica Internacional el 1991.